# Lázaro Griveo
Lázaro Griveo (1530-1582) nació en Asunción, actual Paraguay, y fue uno de los 63 primeros vecinos pobladores que acompañó a Juan de Garay en la expedición que culminó en la segunda fundación de la ciudad de Buenos Aires el 11 de junio de 1580.
En el reparto de tierras que Garay hiciera el 17 de octubre de aquel año se le adjudicó la esquina de las actuales calles San Martín y Bartolomé Mitre. El día 24 de ese mes se le adjudicó una estancia de 400 varas sobre la costa del Río de la Plata por una legua de fondo. y otro predio en el "Valle del Corpus Christi, que por otro nombre llaman al río Luján en la tierra firme en el dicho valle a la parte de Santa Fe", de 3000 varas sobre la costa de dicho río por una legua de fondo.
Al regresar a España, perdió las tierras entregadas heredando su hermano, Domingo Griveo o Gribeo.
Una calle de la ciudad de Buenos Aires  lleva ese nombre en su homenaje.